# Jacek Manuszewski
Jacek Manuszewski (ur. 8 grudnia 1973 w Skórczu) – polski piłkarz grający na pozycji obrońcy.

## Życiorys
W przeszłości występował w Pogoni Smętowo, Pomezanii Malbork, Zagłębiu Lubin, Górniku Polkowice i Lechii Gdańsk. W Ekstraklasie rozegrał 178 meczów i strzelił osiem goli. W grudniu 2011 został oskarżony o ustawianie meczów Zagłębia Lubin.